# Dwór w Cecenowie
Dwór w Cecenowie – zabytkowy dwór w miejscowości Cecenowo.
W 1795 rodzina von Weiher (Weyer) odsprzedała dwór Casprowi Wilhelmowi von Zitzewitz (1769-1829), który ożenił się z Dorotheą Hering, z którą miał czworo dzieci. Po Casparze majątek objął jego syn - Heinrich Christoph von Zitzewitz (1798-1864), który ożenił się z Eveline von Massow, z którą miał dwoje dzieci. Jego syn Ernst Heinrich von Zitzewitz (1838-1925) miał trzy żony: pierwszą była Marie von Krockow (1845-1891), z którą miał ośmioro dzieci; drugą Ida von Natzmer, a trzecią Armgard von Gutzmerow. Ostatnim przedwojennym właścicielem (od 1918) był syn Ernsta - Wilhelm Zygfryd von Zitzewitz (ur. 1871).
Od frontu starszej części budynku znajduje się kartusz z herbem von Zitzewitz.
Parterowy obiekt (bez nowszej części piętrowej) jest częścią zespołu dworskiego z  XVIII w., przebudowanego w drugiej połowie XIX w., w skład którego wchodzi jeszcze park.

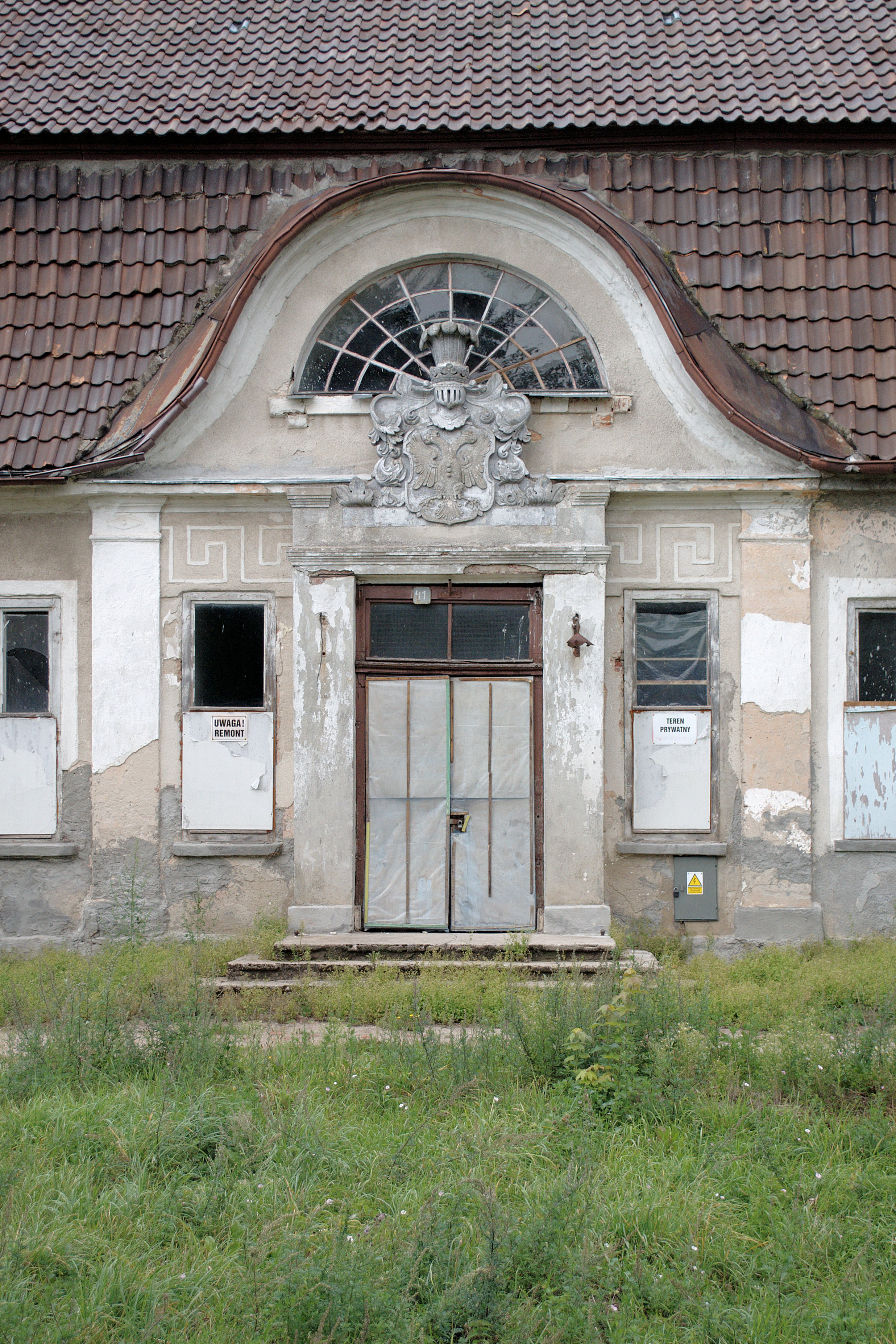
Portal z herbem von Zitzewitz
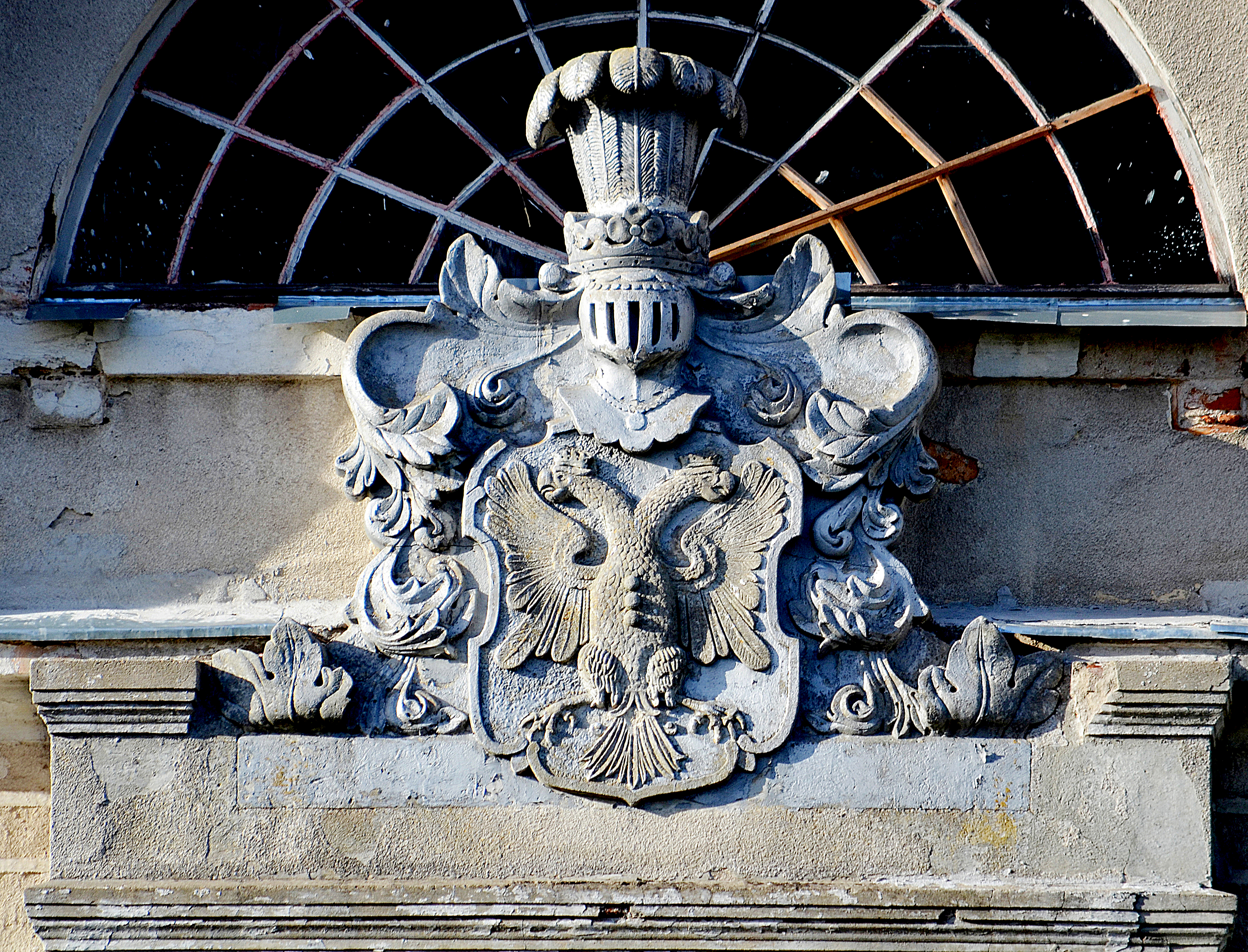
Fronton z herbem von Zitzewitz
Herb rodziny von Zitzewitz